# أليخاندرو آدم
أليخاندرو آدم هو رياضياتي كندي، ولد في 24 نوفمبر 1961 في مدينة مكسيكو في المكسيك.